# 1944年中外记者西北参观团
中外记者西北参观团是抗日战争时期的1944年6月经中国国民党中央宣传部批准组织参观陕甘宁边区的21人记者团。

## 历史
1943年11月初，美国《纽约时报》和英国《泰晤士报》、国家广播公司驻中国记者福尔曼提出到延安采访的申请，蒋介石批复:“应从缓议。”1944年2月，冈瑟·斯坦因、爱金生 (B.Atkinson)、白修德(Theodore H.White)等10位驻重庆的外国记者联名信写给蒋介石，要求去延安采访，被以“国共两党的冲突是中国内部的事情，与外国人无关”为由拒绝。美国总统罗斯福致电蒋介石表示“很愿意看到一个观察组被派到共产党地区”，请蒋介石予以支持和合作。1944年2月23日，中国国民党中央宣传部部长梁寒操在新闻会上宣布蒋介石“已准外记者赴延安参观”。
其中的外籍记者是中国国民党中央宣传部国际宣传处挑选的亲政府或反对共产党的记者：
- 团长：中国国民党中央宣传部外事局副局长謝保樵（广东省南海县人，清华学堂毕业，留美博士，历任北京法政大学、交通大学、北洋大学教授，1928年从政）
- 副团长：中国国民党中央宣传部新闻检查局副局长邓友德
- 外国记者6人：[2]
  - 美联社兼美国《基督教科学箴言报》的根瑟·斯坦因（英语：Gunther Stein）
  - 美国《时代》杂志兼《纽约时报》兼《同盟劳工新闻》（Allied Labor News）伊斯雷尔·爱泼斯坦
  - 合众社兼伦敦《泰晤士报》哈里森·福尔曼（英语：Harrison Forman）
  - 路透社兼多伦多《明星》周刊及《巴尔的摩太阳报》特派记者毛里斯·武道（英语：Maurice Votaw）（中国国民党中央宣传部新闻检查顾问）
  - 美国《天主教信号杂志》兼《中国通讯》的夏南汉（英语：Cormac Shananhan）神甫
  - 塔斯社普罗岑科
- 中国记者9人：《中央日報》张文伯（CC分子），中央社记者徐兆庸、杨嘉勇（真实身份是中统局专员，1913年生，广东省中山人，金陵大学毕业）[3]，《扫荡报》采访部主任谢爽秋，重庆版《大公报》记者孔昭恺，《时事新报》记者赵炳烺，《国民公报》编辑周本渊，《新民报》主撰赵超构，《商务日报》总编金东平
- 工作人员4人：魏景蒙、陶启湘、张湖生、杨西昆等。

而《新民报》主笔赵超构之所以能去延安，是因为其听力很差，人称“赵聋子”，平日也不爱活动，不是活跃分子。
1944年5月17日，中外记者西北参观团乘DC3飞机从重庆飞宝鸡，再换乘火车抵达采访首站西安。在西安停留了4天，拜访了胡宗南的第一战区副司令长官公署、陕西省主席祝绍周府邸、西安国民党党部和临时人民参议会、西北青年劳动营。然后赴山西省吉县克难坡采访了阎锡山第二战区司令长官公署。1944年5月31日渡过黄河进入陕甘宁边区，三五九旅旅长王震到渡口迎接，行军数天并经过南泥湾，6月9日抵达延安，住在南门外新市场南边的边区交际处新开的窑洞。
中共中央副主席周恩来负责接待记者团，中办主任杨尚昆兼任交际处主任。事先指示八字宗旨：“宣传出去，争取过来”。并向边区交际处着重指出：“宣传工作，要实事求是，介绍我们的成绩，也要说明我们工作中有错误，有缺点，说明我们有克服错误、缺点的办法，切不可虚张浮夸，更不可弄虚作假。”新华社电译人员浦化人（即王养三）任翻译组组长，负责签发外国记者们采写的新闻稿件。
1944年6月12日毛泽东、朱德在杨家岭中央大礼堂后面的会议室集体接见中外记者参观团，连续谈话三小时。谢爽秋提问“为着加强团结，中国共产党希望与各方面的是什么？”晚餐后，毛泽东邀请记者们一起观看《古城会》等戏剧。散场时已是夜里23点。中外记者参观团在延安前后活动长达1个月，在陕甘宁边区访问达43天。在延安的中共领导人毛泽东、朱德、周恩来、李富春、邓发、聂荣臻、李鼎铭等接受了记者的多次采访。《解放日报》社社长兼中央出版局局长博古在延安清凉山召开中外记者招待会，中外记者西北参观团副领队邓友德在会上问延安新华书店为什么不卖国民党正中书局出版的书。秦邦宪反问正中书局为什么不卖解放社出版的书？并说：“你们正中书局不仅不卖解放社出版的书，连新华书店发给国民党军政机关、军政要人的书刊，都被你们非法扣留了。”并拿出一叠西安邮局扣留印刷品通知单朗读起来：某年某月某日，贵店寄往某地的邮件，被西安检查机关扣留没收。
1944年9月，武道、福尔曼、爱泼斯坦、斯坦因、普金科在八路军和翻译的陪同下，自延安东渡黄河，来到了晋绥军区。在旅途中遇到了正在前线参观的美军观察组军医卡斯堡少校。当晚一同宿营在距离汾阳城仅20里的村庄。八路军和游击队夜袭汾阳县城。记者们和美军卡斯堡少校登上距汾阳仅十余里的山上，目击八路军烧毁了日军控制的火车站、机场和一个火柴厂，拿下了城门外的一座碉堡，击毙和俘虏了日伪军，并缴获了两挺机关枪、70支步枪以及香烟、饼干等战利品。几天后，记者们来到汾阳以北的娄烦镇，又遇到八路军包围日军据点。僵持许久，据点里的300名日军和百余名伪军拒不投降，于是，八路军和游击队决定挖地道，爆破敌人的炮楼。爱泼斯坦在通讯中记录了当时的情形：“我们在部队掩护下到达距敌人炮楼仅300码的地方。敌人发现我方在挖地道，就用步枪、机枪、迫击炮和75毫米野战炮开火射击，我们趴在地上……第二天晚上我们在另一个村子里宿营时听到猛烈的爆炸声，说明作战已获胜利。”10月2日，5位外国记者同卡斯堡少校一起离开晋绥解放区，返回延安。1944年10月下旬，5位外国记者返回重庆，结束了他们5个月的延安之行。离开延安之前，毛泽东来到交际处同他们话别，并送给他们每人一幅毛泽东的签名画像。
回重庆后，由赵超构撰写，于1945年出版了十余万字的延安一月；斯坦因著《红色中国的挑战》，福尔曼出版了《红色中国的报道》，武道写了《我从陕北回来》(I came from North China)，发表在重庆《大美晚报》上，爱泼斯坦撰有《中国未完成的革命》(The Unfinished Revolution in China)等著作。反对共产党的《中央日報》张文伯写了《陕北归来答客问》，《商务日报》金东平写了《延安见闻录》。在这场中外记者访问延安的舆论宣传斗争中，谢爽秋随时提前向中共党组织反映记者团的参观动向及国民党的反共宣传言论和措施，使中共在这场斗争中能够应付自如。毛泽东曾评价《延安一月》，“能在重庆这个地方发表这样的文章，作者的胆识是可贵的。”周恩来把赵超构的这一系列文章比喻为中国记者的《西行漫记》,号召中共新闻工作者向赵超构学习。